# Associació Internacional de Crítics d'Art
L'Associació Internacional de Crítics d'Art (AICA), (International Association of Art Critics) és una organització internacional no governamental que té com a objectiu defensar la lliure expressió en la crítica d'art i facilitar la seva diversitat. Representa i promociona les activitats dels seus membres, pertanyents a 71 seccions nacionals a tot el món.
AICA va ser fundada el 1950, després de dos congressos internacionals a la Unesco, el 1948 i 1949, realitzats per un grup de crítics, historiadors de l'art i curadors de museus d'art provinents de diversos països. A l'any següent es va convertir en una ONG.
La seu central es troba a París, França. L'organització és finançada pels seus membres a través del pagament d'una quota.
Per a adherir-se a l'AICA els candidats han de presentar dades i documents que testifiquen una activitat regular en els últims tres anys en mitjans de comunicació (premsa escrita, ràdio, televisió), curadoría d'exposicions; en la publicació de llibres sobre crítica, d'anàlisi amb finalitats pedagògics o científics, d'assaigs crítics sense finalitats comercials per a museus i galeries; a l'ensenyament de la crítica, estètica o història de l'Art, de la curadoría i de la història de les exposicions, en un nivell d'educació superior. L'elecció està a càrrec dels pars per vot secret.

## Objectius
- Defensar la llibertat d'expressió i de pensament.
- Promoure les disciplines crítiques en l'art i contribuir a les seves metodologies.
- Facilitar i ampliar informació en el camp de les arts visuals.
- Protegir els interessos morals i professionals dels crítics d'art.
- Establir trobades internacionals per a assegurar la relació permanent dels membres.
- Contribuir a l'acostament de les cultures.
- Col·laborar amb els països en vies de desenvolupament.[2][3]

## Filials
- AICA Alemanya
- AICA l'Argentina
- AICA el Brasil
- AICA Corea del Sud
- AICA Dinamarca
- AICA Espanya
- AICA Mèxic